# Begonia adenopoda
Espèce
Synonymes
- Begonia verticillata Hook.[1]
- Lauchea verticillata Klotzsch[1]

Begonia adenopoda est une espèce de plantes de la famille des Begoniaceae.
Ce bégonia est originaire de Birmanie. L'espèce fait partie de la section Lauchea ; elle a été décrite en 1857 par le botaniste français Charles Lemaire (1800-1871). L'épithète spécifique, adenopoda, signifie « à pied glanduleux ».